# Place Rouge
La place Rouge (en russe : Красная площадь, Krasnaïa plochtchad) est une place de Moscou, dont elle marque le centre. Elle est bordée à l'ouest par le Kremlin, à l'est par Kitaï-gorod ; la cathédrale Basile-le-Bienheureux est située au sud de la place.

## Origine du nom
Le nom de la place ne vient ni de la couleur des briques rouges environnantes ni du lien entre cette couleur et le communisme. Une traduction plus exacte de son nom russe serait la « Belle Place » : en russe ancien krasny (красный/-ая) signifie à la fois rouge et beau et doit ici être compris dans ce dernier sens, aujourd'hui archaïque (beau devient krassivy (красивый/-ая) en russe moderne). L'adjectif fut d'abord appliqué à la basilique de Basile-le-Bienheureux, la place elle-même étant alors appelée Pojar (en russe de l'incendie) jusqu'au XVIIe siècle, en référence au fait que sa création résulte de l'incendie qui ravage Moscou en 1493, Ivan III décidant alors pour prévenir tout nouvel incendie de faire détruire les nombreuses constructions de bois situées sur ce qui allait devenir la place Rouge. Plusieurs anciennes villes russes, comme Souzdal, Ielets, et Pereslavl-Zalesski, ont aussi leur « place Rouge ».

## Description
C'est une vaste esplanade rectangulaire bordée au sud par le Kremlin, au nord par le magasin Goum. À ses extrémités est et ouest (petits côtés du rectangle) se trouvent respectivement la cathédrale Saint-Basile-le-Bienheureux (vers la Moskova) et le musée d'Histoire avec les portes de la Résurrection (détruites sous Staline et reconstruites en 1996).
Au milieu, contre la muraille du Kremlin se trouve le mausolée de Lénine, embaumé après sa mort.
Au centre de la place se trouve la lobnoïe mesto (place des Crânes), mentionnée pour la première fois en 1549, quand Ivan IV le Terrible, alors âgé de 20 ans, y avait harangué le peuple, appelant les boyards à cesser leurs luttes fratricides. Lobnoïe mesto est une traduction russe du mot hébreu Golgotha. Contrairement à la légende, la lobnoïe mesto (place des Crânes), considérée comme sacrée, ne servait pas aux exécutions. Les boyards félons, les streltsy rebelles et Stepan Razine furent exécutés non loin de cet endroit. La lobnoïe mesto servait au contraire à la proclamation des décrets. Le tableau de Vassili Sourikov Le Matin de l'exécution des streltsy est une évocation picturale historique de cet évènement réalisée en 1881.
On peut se promener sur la place Rouge. Elle sert aussi de cadre aux grands défilés militaires, patriotiques ou idéologiques qui étaient particulièrement prisés pendant l'époque soviétique.
Elle comporte également un monument en l'honneur de Kouzma Minine et Dmitri Pojarski (œuvre d'Ivan Martos) qui, en 1612, libérèrent Moscou des armées polonaises durant l'interrègne russe.

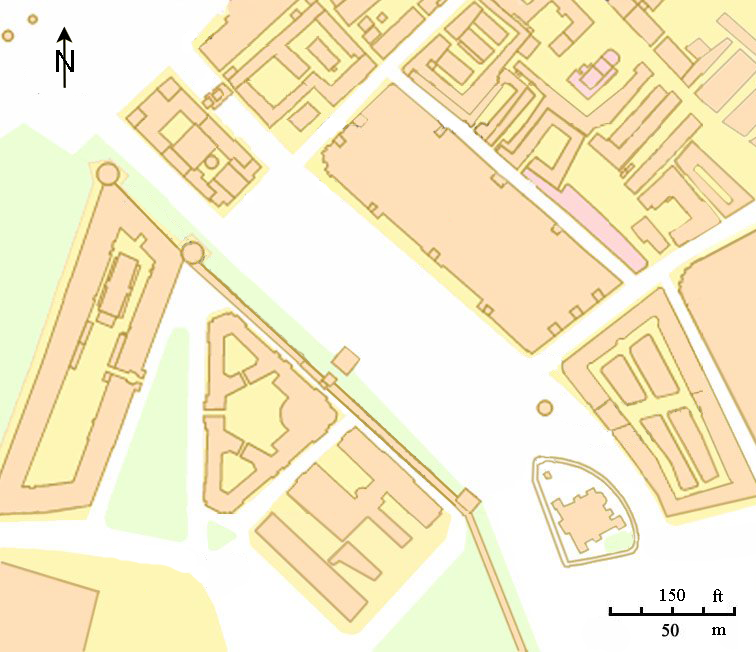
Plan de la place.
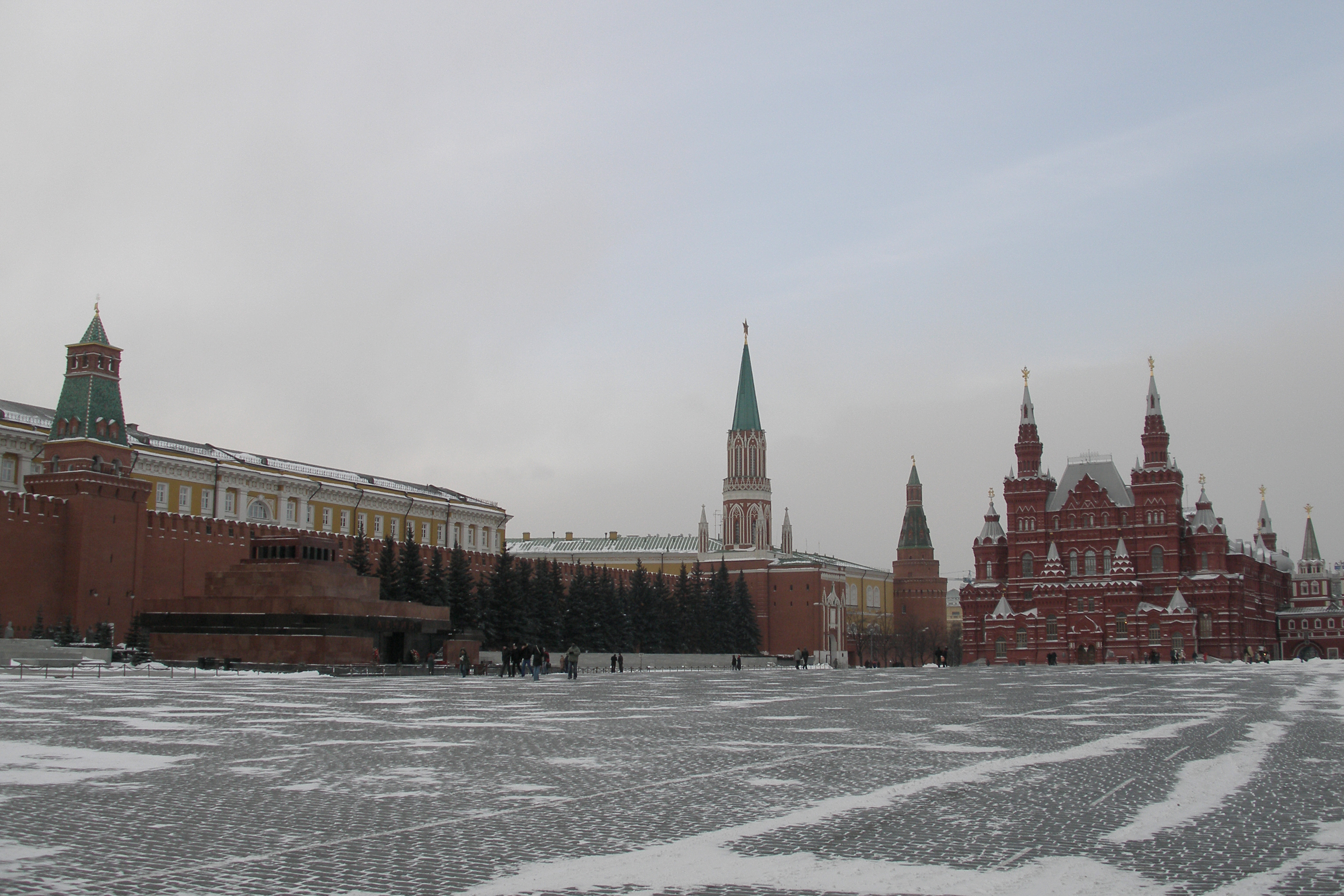
La place Rouge (le Kremlin et le musée d'Histoire).
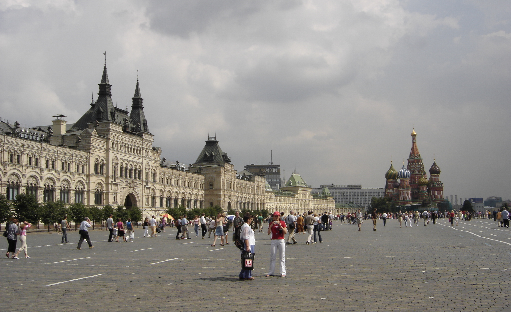
La place Rouge (le Goum et la cathédrale Saint-Basile-le-Bienheureux).
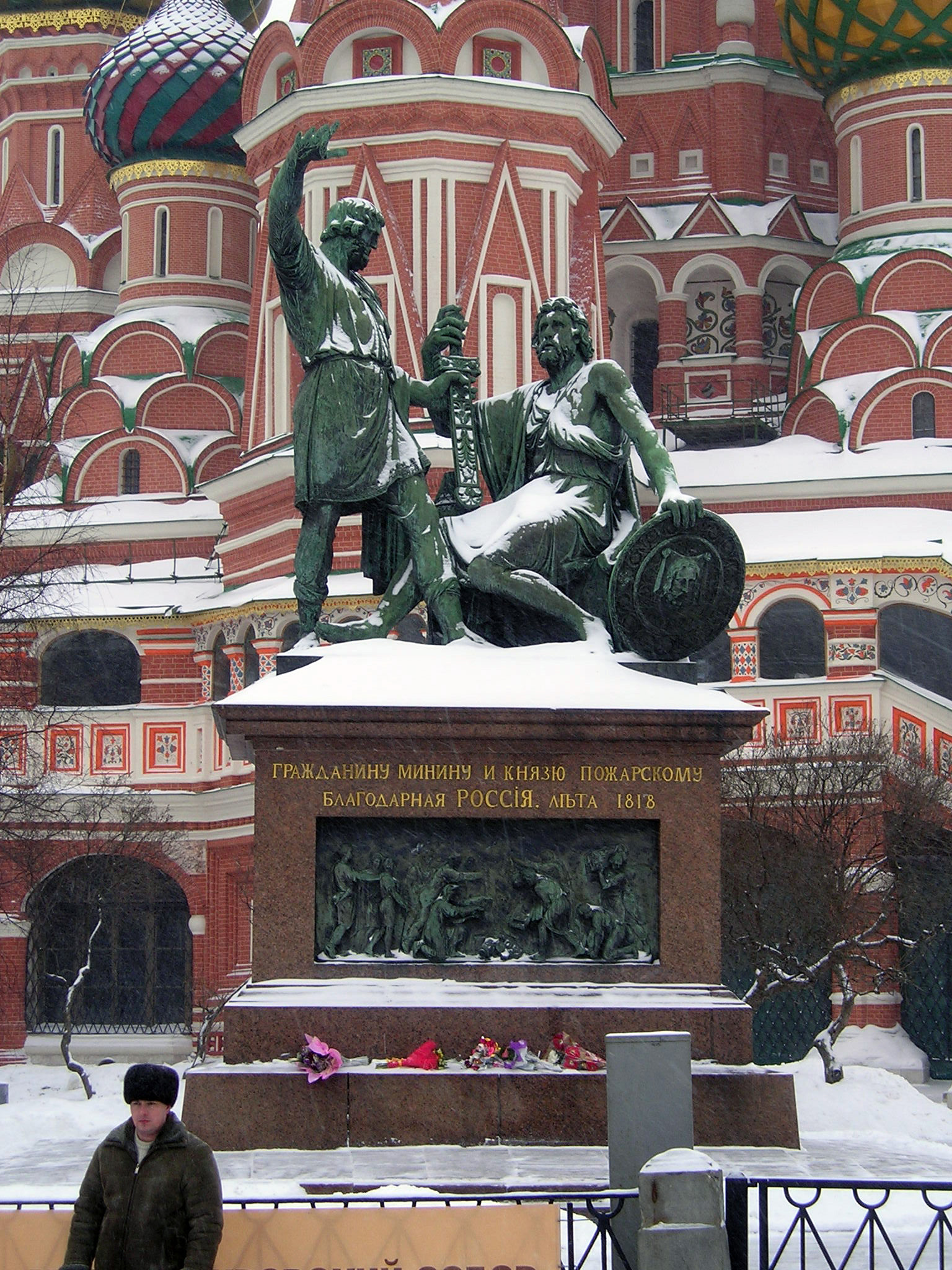
La place Rouge : monument au citoyen Minine et au prince Pojarsky.
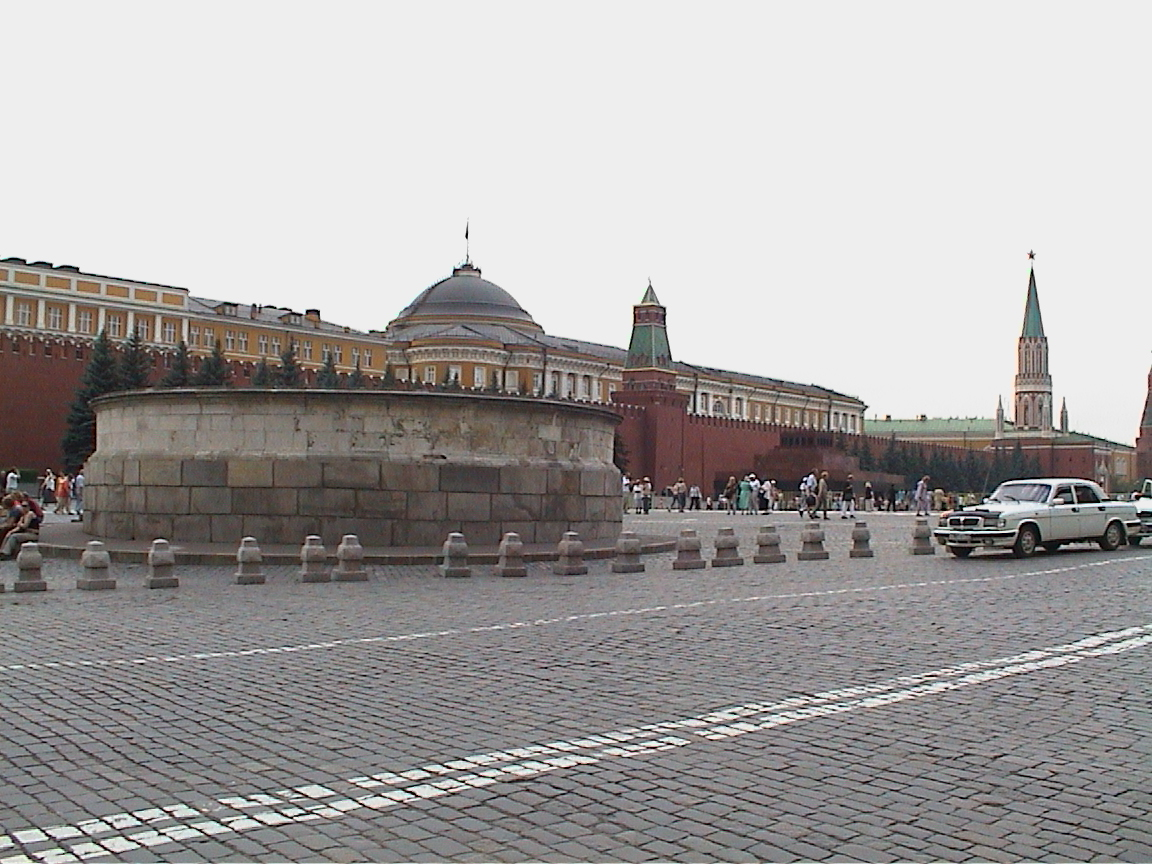
La place des Crânes, en russe Lobnoïe mesto (Лобное Место).
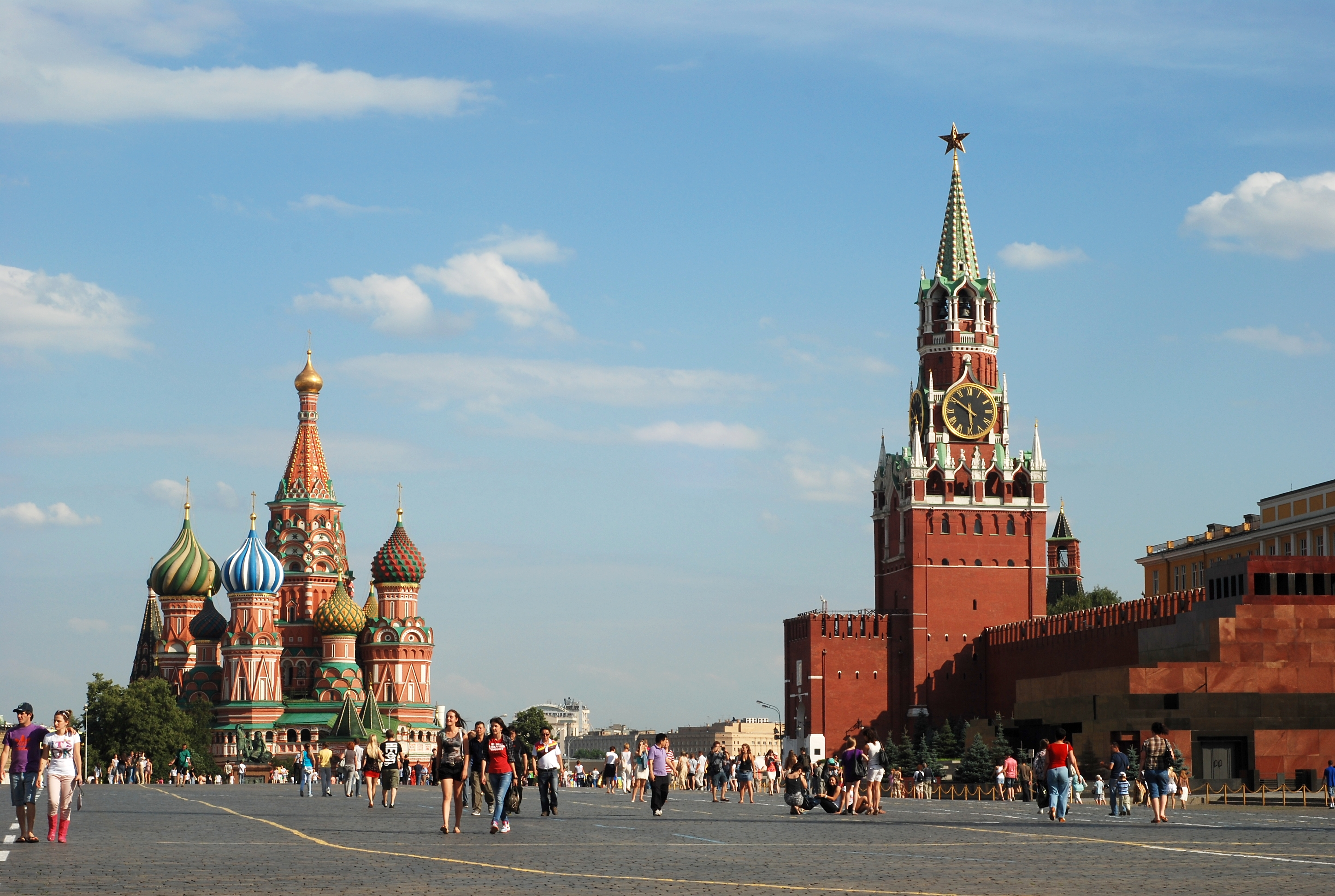
La place Rouge (le Kremlin et la cathédrale de Basile-le-Bienheureux).
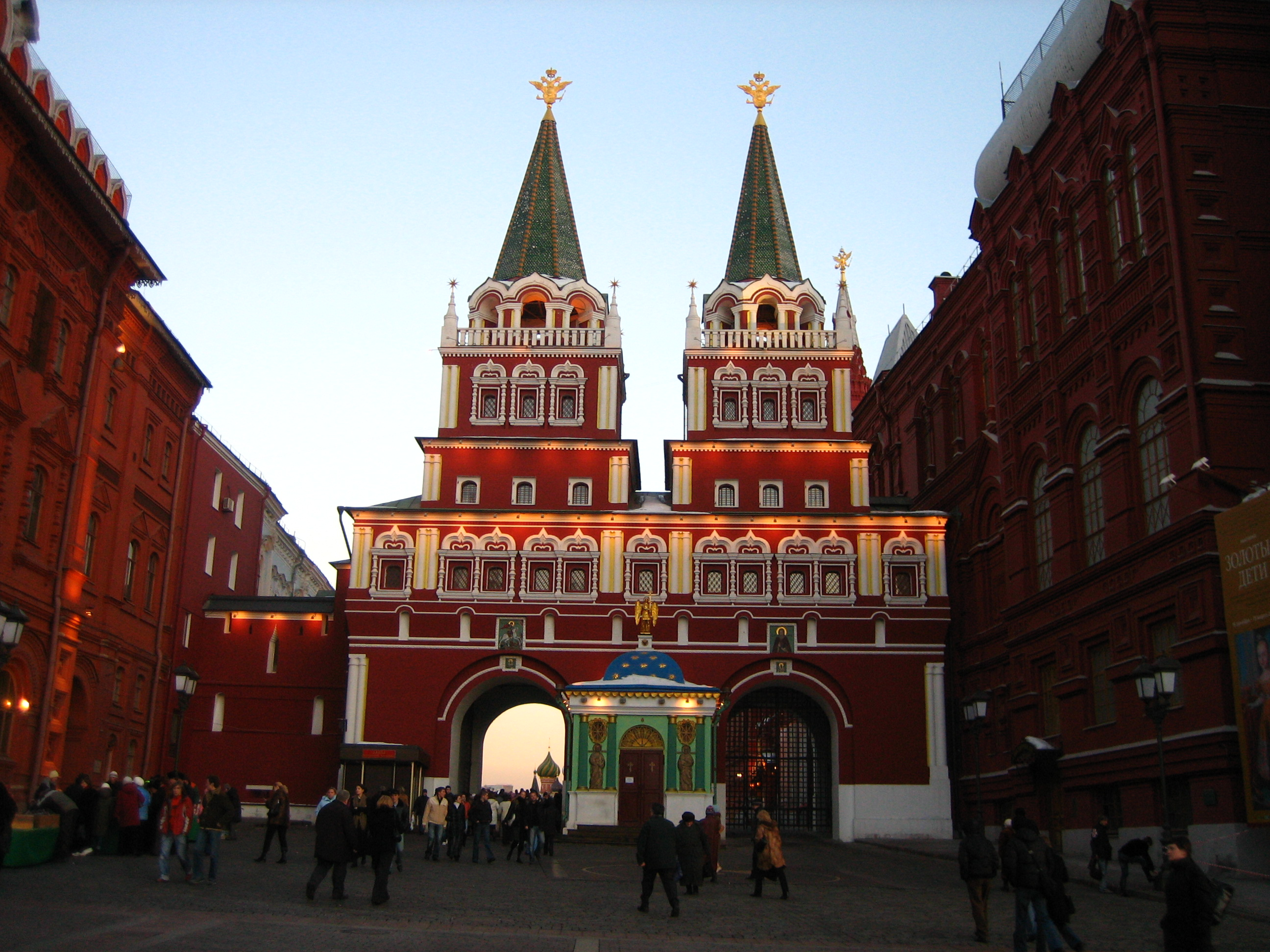
L'entrée de la Place Rouge
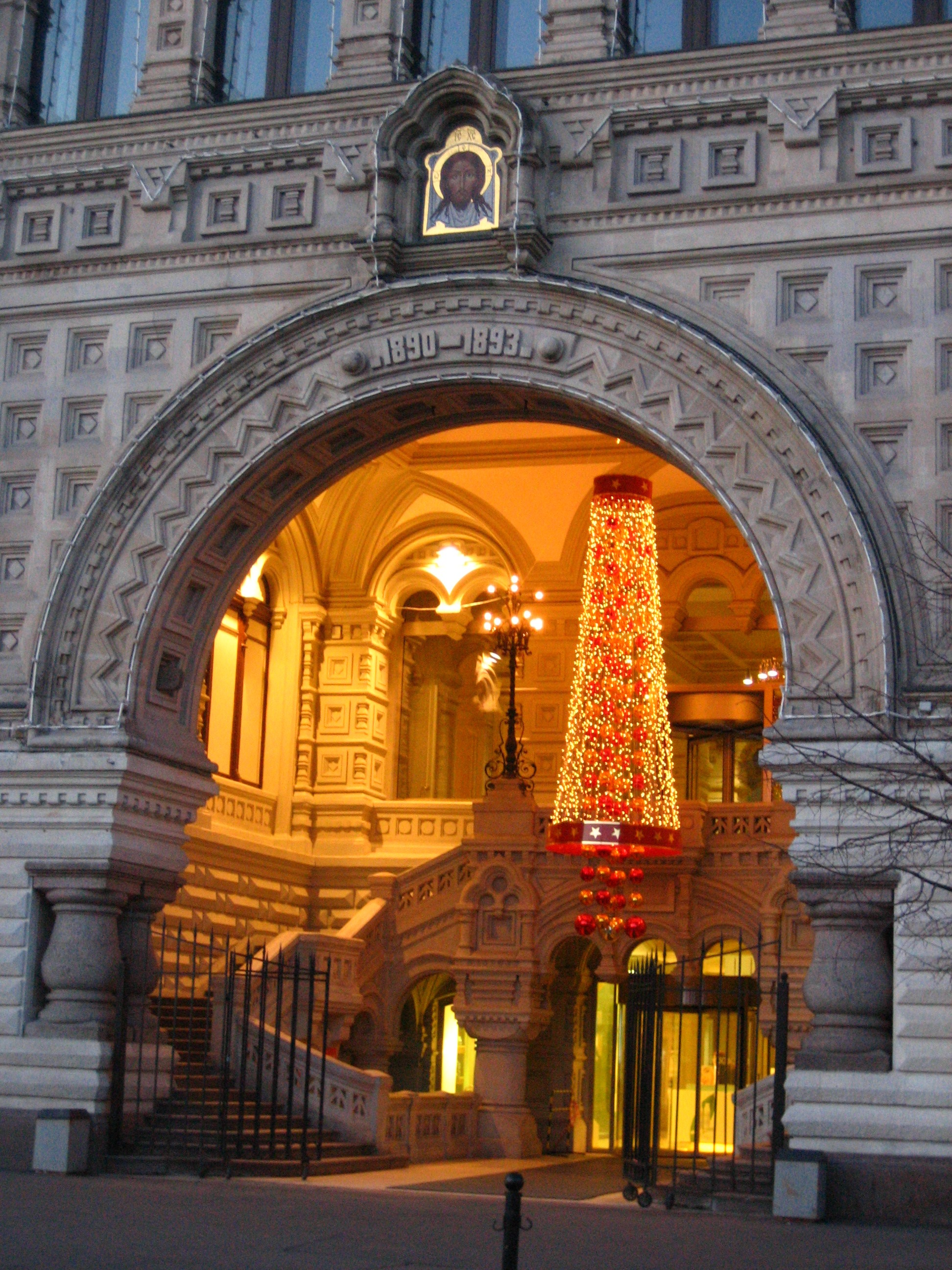
Entrée du grand magasin Goum sur la Place Rouge
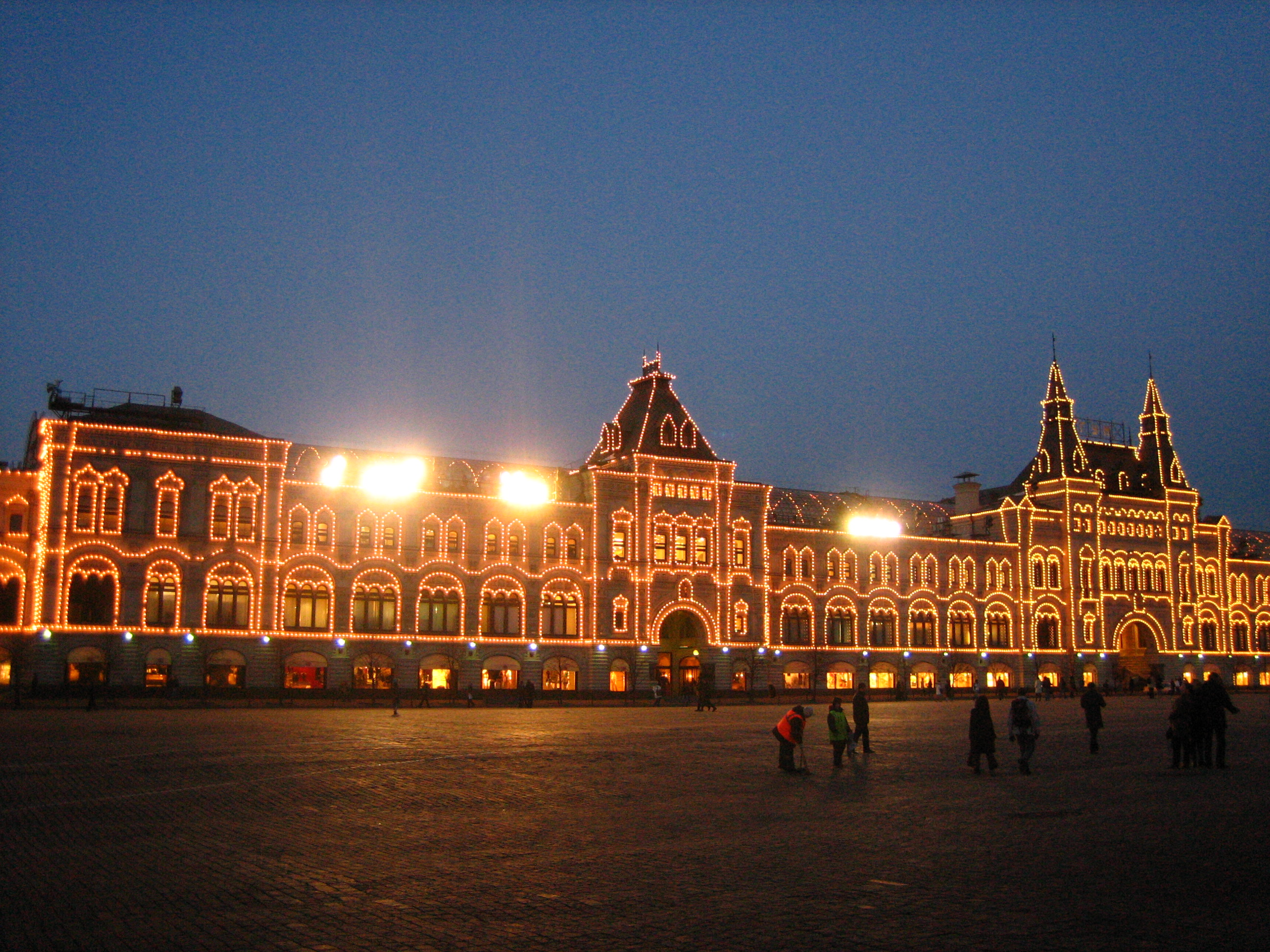
Vue nocturne du grand magasin GOUM à Moscou
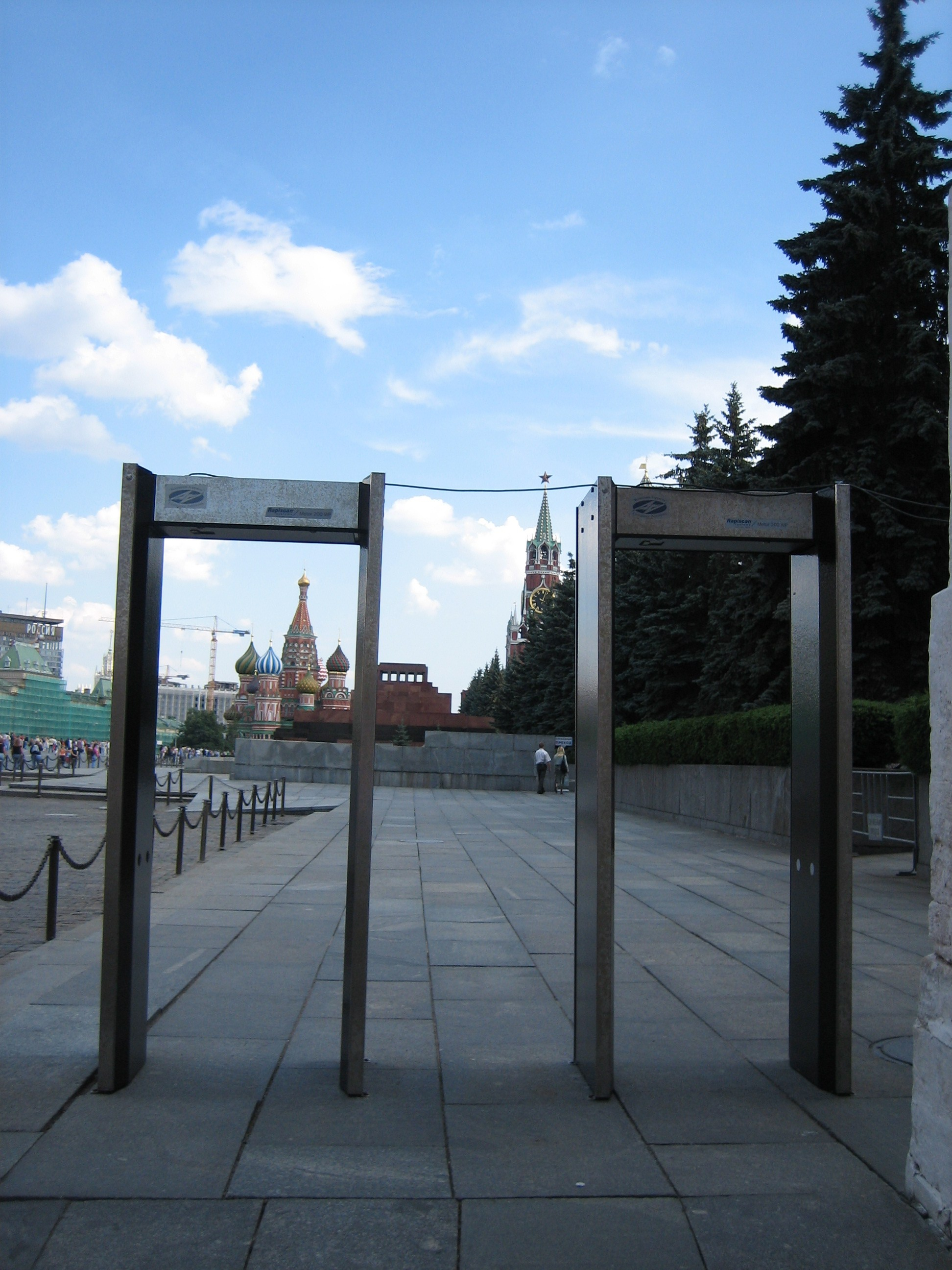
Détecteurs de métaux à l'entrée de la Place Rouge

## Dimensions
La place mesure 330 m de long sur 70 m de large, soit 23 100 m2.

## Historique
L'emplacement de la place Rouge était auparavant occupé par les faubourgs de la forteresse du Kremlin. À la suite du grand incendie de 1493, les habitations ne sont pas rebâties et la place Rouge devient un lieu de commerce. Le lieu devient le théâtre de grandes manifestations telles que le couronnement des tsars. Des ouvriers belges vinrent y placer des pavés en porphyre de Quenast, renommés pour leur exceptionnelle dureté.
Elle fut agrandie en 1936 par la destruction de la cathédrale Notre-Dame-de-Kazan et de la porte de la Résurrection, ordonnée par Staline. Ces monuments ont été depuis reconstruits sur leur emplacement d'origine. Selon la légende, il était également prévu de détruire la basilique de Basile-le-Bienheureux, mais lorsque Lazare Kaganovitch, le membre du Politburo chargé de la rénovation de la place, présenta à Staline une maquette des lieux sans la basilique, celui-ci lui répondit « Lazare, remets-la ! ». En réalité, on ignore les raisons de sa conservation<.
Le 28 mai 1987, le pilote allemand Mathias Rust, parti d’Helsinki, parvient à déjouer la défense aérienne soviétique et à atterrir sur la place Rouge avec son Cessna 172. En pleine guerre froide, cet exploit connaît d'importantes conséquences politiques.
Les autorités de la ville de Moscou ont décidé de fermer la place au public pour le réveillon du nouvel an 2016. Cette décision sans précédent est liée aux risques d'attentats et notamment au crash du vol 9268 Metrojet.

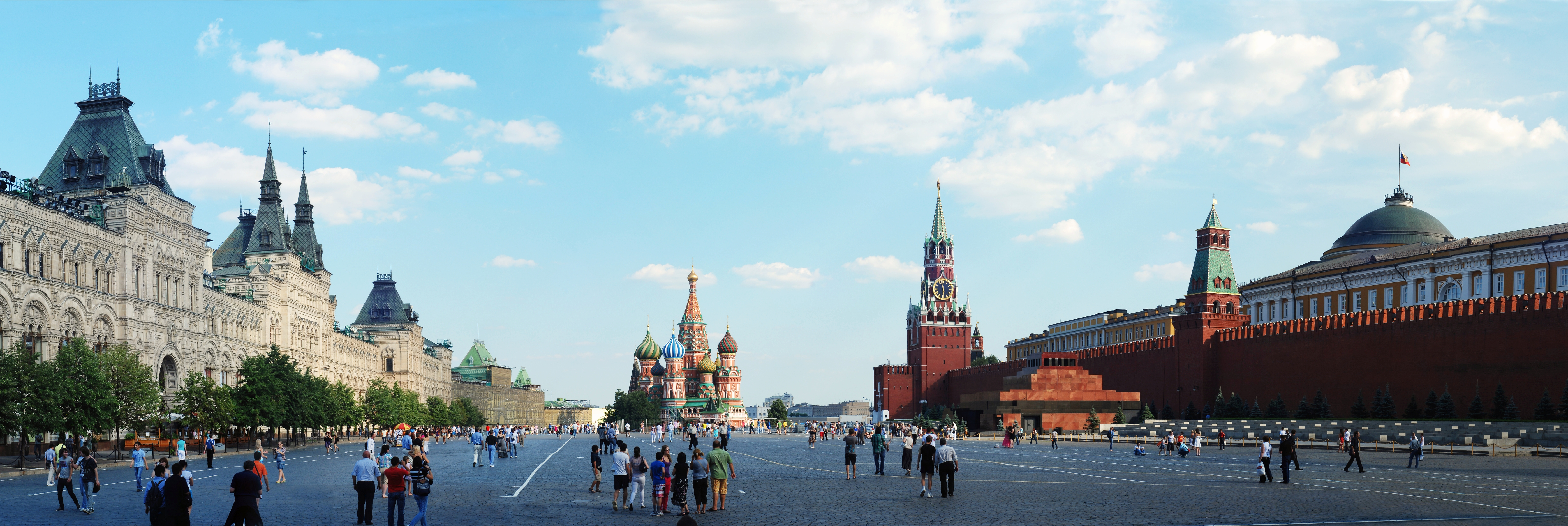
Panorama de la place Rouge.

## Événements publics
- Défilé de la victoire

### Patinoire
Depuis le 3 décembre 2006, chaque hiver sur la place Rouge, une patinoire temporaire est construite. Sa superficie est de 2 800 m2 et peut accueillir simultanément jusqu’à 500 patineurs. Le trafic est estimé à 5 000 patineurs par jour.

### Sources
- (en) Cet article est partiellement ou en totalité issu de l’article de Wikipédia en anglais intitulé « Red Square » (voir la liste des auteurs).
- Certains éléments sont une traduction du portail du Président de Russie (en russe) qui est déclaré comme étant du domaine public.